# Penthetria simplicipes
Penthetria simplicipes är en tvåvingeart som först beskrevs av Enrico Adelelmo Brunetti 1925.  Penthetria simplicipes ingår i släktet Penthetria och familjen hårmyggor. Inga underarter finns listade i Catalogue of Life.